# Sealfax
Sealfax var en telefaxmaskin skapad av Leif Lundblad. Det som skilde Sealfax från andra faxar var kuverteringsmodulen. När faxet skrevs ut, matades sidorna ut mellan två plastfilmsskikt som sedan förseglades. 